# Mario Bencastro
Mario Bencastro (n. Ahuachapán, El Salvador; 1949) es un reconocido escritor, novelista y pintor, ganador de muchos premios tanto nacionales como internacionales.
Durante más de 20 años vivió en el norte de Virginia, Estados Unidos, pero en la actualidad reside en Port Saint Lucie Florida.

## Educación y carrera profesional
Mario Bencastro recibió formación para desempeñarse como pintor, y a la edad de dieciséis años obtuvo su primer premio en un concurso de dibujo. Bencastro continuó sus estudios como pintor, y para 1975 ya había expuesto sus obras como artista en muchas partes de El Salvador. Bencastro quería reflejar los problemas sociales de su país a través de la pintura, pero acabó optando por la escritura como el medio más adecuado para llevar a cabo su labor de denuncia y concienciación. 1,2,3

## Obras
- Disparo en la catedral (1990) Su primera novela histórica basada en el drama político y social de su país. La historia se inicia con el golpe de Estado en El Salvador en 1979 y el homicidio de Monseñor Romero.1

- Árbol de la Vida  (1993) Basada en una serie de cuentos que narran el derramamiento de sangre durante la Guerra Civil de El Salvador. La obra hace hincapié en la violencia que sacudió al país durante la Guerra Civil y el drama que muchos civiles y jóvenes enfrentaron durante ese crítico momento de El Salvador.1[1]

- Viaje a la tierra del abuelo (2004)  Esta obra narra la vida de un adolescente de 16 años, llamado Sergio. Sergio ha vivido por poco tiempo en los Ángeles, pero, después de la muerte inesperada de su abuelo, comienza a dudar de su cultura e identidad, debido a que el anciano le pidió que repatriase el cadáver para enterrarlo en El Salvador, si moría en EE. UU. 1

### Otras obras reconocidas
- Odisea del Norte, (1999).
- Vato guanaco loco, (1999).
- En el mágico jardín de Tepeu, (2007).
- Paraíso Portátil, (2010).
- La Mansión del Olvido, ( 2015).

### Teatro
- La encrucijada
- Crossroad
- Teatro intinente

## Premios y reconocimientos
Mario Bencastro ha recibido importantes reconocimientos y homenajes por sus obras literarias y artísticas, que lo han hecho acreedor de numerosos premios. Sus creaciones literarias se han traducido al inglés, francés y alemán, y han sido publicadas en El Salvador, México, Canadá, Estados Unidos y Alemania.1,2
- Premio Nacional de Dibujo (El Salvador)
- Benedictine Art Award (EE.UU)
- Finalista en el Premio Literario Internacional Novedades y Diana por Disparo en la catedral (México)